# Phyllobius arborator
Phyllobius arborator — вид долгоносиков-скосарей из подсемейства Entiminae.

## Описание
Жук длиной 6—8 мм. Тело у обоих полов узкое, вытянутое, переднеспинка паровидная, сильно перетянутая спереди и сзади. Спинка головотрубки заметна уже лба между глазами. Верхняя часть тела в однообразных округлых изумрудно-зелёных чешуйках, между которыми на многочисленных голых точках стоят волоски.

## Экология
Питается листьями берёзы (Betula).